# Diocese de Jowai
A Diocese de Jowai (Latim:Dioecesis Iovaiensis) é uma diocese localizada no município de Jowai, no estado de Megalaia, pertencente a Arquidiocese de Shillong na Índia. Foi fundada em 28 de janeiro de 2006 pelo Papa Bento XVI. Com uma população católica de 111.930 habitantes, sendo 25,6% da população total, possui 18 paróquias com dados de 2020.

## História
Em 28 de janeiro de 2006 o Papa Bento XVI cria a Diocese de Jowai e a Diocese de Nongstoin através do território da Arquidiocese de Shillong.

## Lista de bispos
A seguir uma lista de bispos desde a criação da diocese em 2006.
|                             | Nome                         | Período   | Notas                         |
| Bispos                      | Bispos                       | Bispos    | Bispos                        |
| --------------------------- | ---------------------------- | --------- | ----------------------------- |
| 3º                          | Ferdinand Dhkar              | 2023-     | Atual                         |
| 2º                          | Victor Lyngdoh               | 2016-2020 | Nomeado arcebispo de Shillong |
| 1º                          | Vincent Kympat               | 2006-2011 | Faleceu no cargo              |
| Administradores apostólicos |                              |           |                               |
| 2º                          | Ferdinand Dhkar              | 2021-2023 | Nomeado Bispo diocesano       |
| 1º                          | Thomas Menamparampil, S.D.B. | 2014-2016 |                               |